# フィリッポ・インザーギ
フィリッポ・インザーギ（Filippo Inzaghi, 1973年8月9日 - ）は、イタリア共和国エミリア＝ロマーニャ州ピアチェンツァ出身の元サッカー選手、サッカー指導者。元イタリア代表。現役時代のポジションはフォワード。
弟のシモーネ・インザーギも元サッカー選手、サッカー指導者である。

## 選手経歴

### 初期の経歴
当時セリエBに所属していた ピアチェンツァの下部組織で本格的に競技生活をスタートさせ、1991年にトップチームへ昇格を果たす。翌年に当時セリエC1に所属していたレッフェにレンタル移籍し、21試合に出場し13得点を記録。その翌年に今度は当時セリエBに所属していたエラス・ヴェローナに渡り、36試合に出場し13得点を記録した。
この活躍で1994年に開催されたU-21の欧州選手権のイタリア代表にも選出され、後の代表でも共に戦うクリスティアン・ヴィエリやアレッサンドロ・デル・ピエロと出場している。
2クラブへのレンタル移籍を経て、1994-95シーズンにピアチェンツァに戻り、37試合に出場し15得点を記録。クラブはセリエBを優勝しセリエAに昇格した。この活躍によりパルマに引き抜かれ、ピアチェンツァを後にした。
当時のパルマはセリエAで優勝争いを繰り広げる強豪であり、攻撃陣にはコロンビアのファウスティーノ・アスプリージャ、ブルガリアのフリスト・ストイチコフ、そしてジャンフランコ・ゾラがおり、1995-96シーズンは完全に控えに回り、途中出場で15試合に出場して2得点を記録するのみであった。またシーズン終盤には足首を骨折して、ベンチにも座れない日々が続いた。
1995-96シーズン終了後にはパルマから放出され、奇しくもセリエAデビューを飾った際の対戦相手、アタランタに移籍した。活躍の場を与えられたインザーギは、シーズン序盤から得点を着実に重ねチームを牽引、リーグ最多の24得点を挙げ、セリエAの得点王となった。

### ユヴェントス時代
アタランタBCでの活躍により、予てから入団を熱望していたユヴェントスに（推定）移籍金200億リラ、（推定）年俸20億リラ、5年契約で入団。当時のユヴェントスのエースはアレッサンドロ・デル・ピエロ、そしてクリスティアン・ヴィエリとアレン・ボクシッチがいたが、後者の2人がインザーギと入れ代わりで退団し、当然デル・ピエロとインザーギの2トップが形成された。
迎えた1997-98シーズン、開幕当初はチーム自体が波に乗れず、インザーギとデル・ピエロのコンビ（後に「デル・ピッポ」と評される）は、前シーズンまで所属したヴィエリ、ボクシッチの2人に比べてCFとしての重厚感の乏しさを指摘される一幕もあったが、インザーギは18得点を記録し（デル・ピエロは21得点）、またジネディーヌ・ジダンの活躍もあり、結果的にユヴェントスはリーグ2連覇を達成した。
1998-99シーズン、W杯出場選手の疲労からチームは低調が続き、インザーギ自身も前シーズンの終わり頃から抱えていた内転筋の炎症に悩まされ、またデル・ピエロが長期離脱を余儀なくされ、更に年明けに当時ローマの指揮を執っていたズデネク・ゼーマンによるユヴェントスの選手を中心としたドーピング疑惑の告発により、インザーギ自身も参考人としてトリノ検事局で証言するなど、ごたごたしたシーズンの中でチームは6位の成績に終わった。
ユヴェントスがトレゼゲを獲得、そして彼がフィットしていくにつれ出場機会が減っていったため、2001年にACミランへ移籍金約27億円で移籍した。

### ACミラン時代
2002-03シーズンはセリエAにおいてチームトップの17得点を挙げた。またチャンピオンズリーグでは準々決勝アヤックス戦2ndレグにおいて、自らの先制ゴールをはじめとした全得点に絡む活躍を見せ、チームの6度目のビッグイヤー獲得に貢献した。
その後2シーズンは怪我に苦しみ、2004-05シーズンに至っては無得点に終わるなど、満足な活躍を見せられなかった。2005-06シーズンも当初は欠場を余儀なくされたが、怪我を癒して迎えた第8節パレルモ戦にて、ブランクを感じさせないダイビングヘッドを決めてみせた。やがて調子を上げたインザーギは、このシーズンから加入したアルベルト・ジラルディーノからレギュラーを奪い、セリエAにおいては12得点を挙げた。この復活劇は当時のイタリア代表監督マルチェロ・リッピの目に留まり、ドイツW杯メンバーに名を連ねることにもつながった。またチャンピオンズリーグにおいても、ベスト16のバイエルン・ミュンヘン戦2ndレグ、準々決勝のリヨン戦2ndレグでそれぞれ2ゴールを挙げるなど好調を維持していた。しかし、準決勝直前に風邪をひきFCバルセロナ戦の1stレグは欠場、2ndレグの出場は叶ったが精彩を欠き、クラブも敗戦し決勝進出を逃した。2006年3月8日には欧州カップでの通算50ゴール目を決めている。
2006-07シーズン、チャンピオンズリーグ予備戦レッドスター・ベオグラード戦でホーム・アウェイ共にゴールを決めミランの本戦出場の原動力となるなど滑り出しこそ好調だったが、途中怪我もあり満足な活躍が出来なかった。しかし、チャンピオンズリーグ決勝リヴァプール戦では「らしさ」をフルに発揮、全2得点を叩き出して勝利への原動力となり、試合後にはマン・オブ・ザ・マッチに選ばれた（この時のユニフォームはチャリティオークションに出品し、200万円以上の値が付いたと言われる）。チャンピオンズリーグでの相性の良さ（この時点で66試合38ゴール、歴代3位）を見せており、この2ゴールをキャリアでのベストゴールと本人も話している。負けたイギリスの新聞には、インザーギの最初の得点がハンドではないかという疑惑に引っ掛けて、「インザーギの腕に負けた」と書きたてたものもあったが、2005年のリヴァプールの奇跡に対するリベンジ（イスタンブールの悲劇を参照。この試合にインザーギは出場していない）を止められなかったと敗戦は認めた。なお、手が体に密着していたのでハンドではないとする見方が一般的である。ちなみにファビオ・カンナヴァーロは最初の得点を見て、「運ではない。これがインザーギだ」と呟いたという。
2007年11月6日時点で予備予選を含むCLでは45ゴール、欧州カップでは97試合62ゴールを記録している。欧州カップでは現役首位、過去を含めてもゲルト・ミュラーと並ぶ最多得点者であったが、2007年12月4日、チャンピオンズリーグ、グループステージ第6節（対セルティック戦）の後半25分にゴールを決め、ゲルト・ミュラーの持つ欧州カップ戦における最多得点記録を抜いた。そしてFIFAクラブワールドカップ2007決勝ボカ・ジュニアーズ戦でも2得点で優勝に貢献。CL、UEFAスーパーカップ、CWCと3つの決勝戦で5得点と大舞台での勝負強さを発揮して、2007年を実りある年とした。2007-08シーズンは怪我もあり欠場も多かったが、シーズン終盤には5試合連続ゴールを含む9ゴールを挙げた。

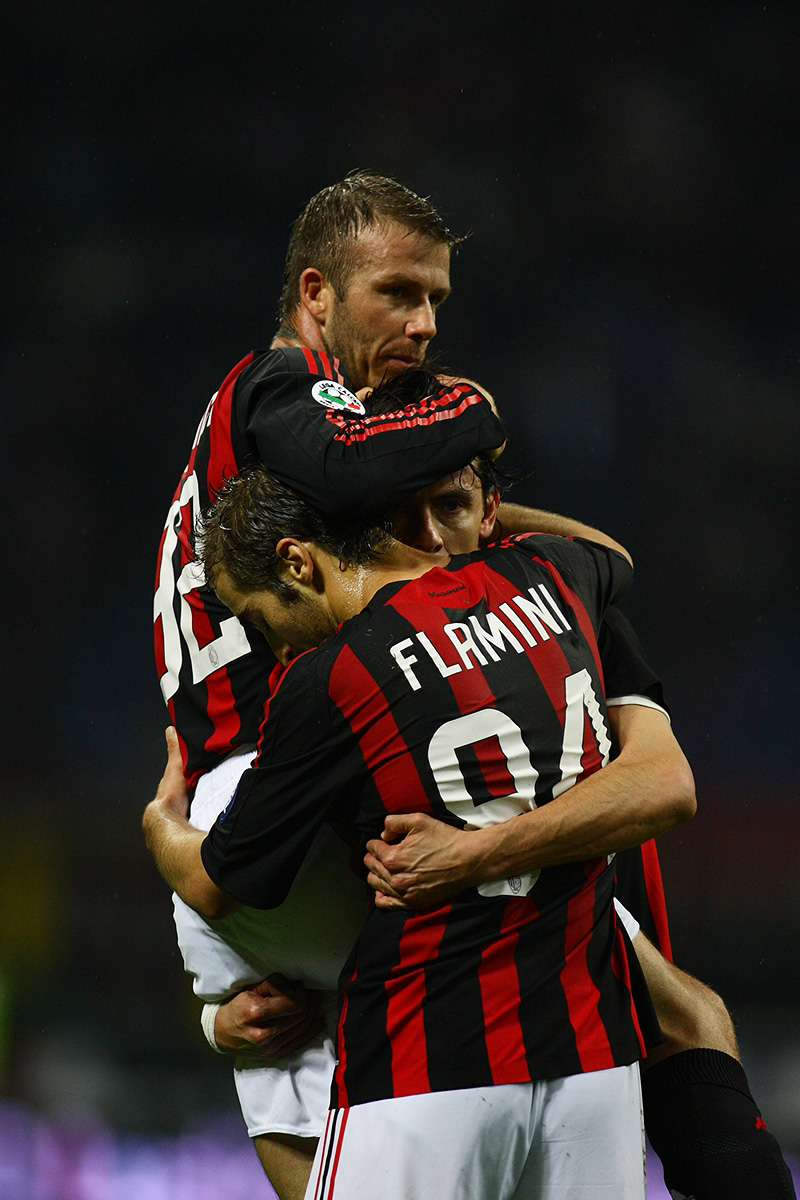
2009年4月19日のトリノ戦ではハットトリックを達成した。

2009年3月15日、アウェーのシエーナ戦で2ゴールを決め、キャリア300ゴールを達成。シルヴィオ・ピオラ（364）、ジュゼッペ・メアッツァ（338）、ロベルト・バッジョ（318）に次ぐイタリア人においては4番目の同記録達成者となった。試合前日に背番号300INZAGHIというユニフォームを用意しており、それを使うこととなった
2010年11月3日、ホームでのCLレアル・マドリード戦で2ゴールを決め、ゲルト・ミュラーとラウル・ゴンサレスが挙げた欧州カップ通算69得点を追い越す70得点目という歴代最多得点記録となった（現時点ではラウルがさらに追い抜いている）。またミランにおいてはマルコ・ファン・バステンの記録124得点を追い抜く通算125得点の記録を打ち立てる得点となった。キャリア300ゴール達成時のように、背番号70INZAGHIというユニフォームを用意してその喜びを示した。対戦前に彼を警戒するコメントを発していた敵将ジョゼ・モウリーニョからも祝福を受けた。
上記のゴールでキャリア315得点に達しバッジョの記録が射程に入った矢先の11日、パレルモ戦で負傷退場、そして左ひざの前十字靭帯及び外半月板の損傷により全治6-9ヶ月と診断された。
2012年、2011-12シーズンをもって10年以上在籍してきたミランを退団することを発表。さらには現役引退を匂わす発言もした。そしてミランでのラストイヤーの最終戦となるセリエA第38節のノヴァーラ戦に後半途中から出場。同じく長年ミランを象徴する存在であり、同年限りでの退団が決まっていたアレッサンドロ・ネスタやクラレンス・セードルフらも出場する中、持ち前のDFラインの裏を取る動きから浮き球を胸トラップし、右足でジャンピングボレーを決め有終の美を飾った。これが現役ラストゴールであり、この得点をアシストした浮き球パスを出したのはセードルフであった。その後、7月24日に現役を引退することを正式表明。引退後はACミラン育成組織のコーチングスタッフに就任すると発表した。

### イタリア代表
イタリア代表としては1997年6月8日にフランス・リヨンで行われたブラジルとの親善試合で代表デビューを飾り、1998 FIFAワールドカップ、UEFA EURO 2000、2002 FIFAワールドカップ、2006 FIFAワールドカップなどで代表に選出され、国際Aマッチ57試合に出場し25得点を記録した。
2004年の欧州選手権直前に負傷し、代表からは遠ざかっていたが、クラブで好調を維持した事もあり、ドイツ大会のイタリア代表に再び名を連ねる事となった。そして、決勝トーナメント進出のかかったチェコ戦で後半42分にハーフライン手前でスルーパスを受け見事に抜け出すと、完全フリーの状態でペナルティエリアまで独走。最後はキーパーのペトル・チェフをドリブルでかわし左足で流し込んでゴールを決め、W杯3回目の出場にしてついに初ゴールを決めた。その後イタリア代表は、トーナメントを勝ち進み24年ぶりのワールドカップ優勝を決めた。

## 監督経歴

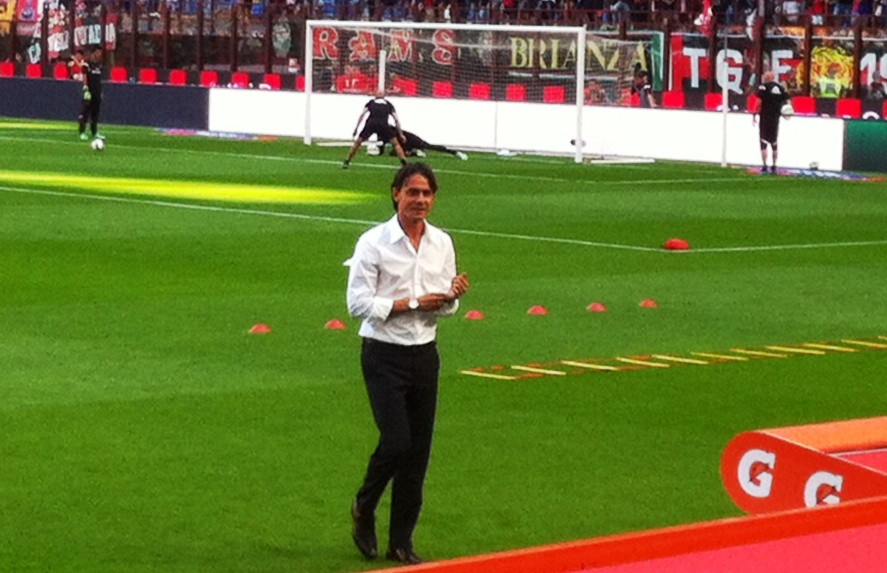
ACミランで監督を務めるインザーギ（2014年）

2014年6月、解任されたクラレンス・セードルフの後任としてACミランの監督に就任。2014-15シーズンは10位となり、2015年6月16日に解任が発表された。
2016年6月7日、レガ・プロ・ジローネBに所属するヴェネツィアFCの監督に就任した。2016-17シーズン、レガ・プロ優勝とコッパ・イタリア・レガ・プロ優勝の二冠を達成し、クラブをセリエB昇格に導いた。翌2017-18シーズンはセリエB昇格1年目ながらセリエA昇格争いに加わり、プレーオフに進出したものの準決勝で敗退。
2018年6月13日、セリエAのボローニャFCと2020年6月30日までの契約を締結したことが発表された。しかし2019年1月28日、第21節時点で2勝8分11敗、降格圏の18位と不振を極め、解任が発表された。
2019年6月22日、セリエBのベネヴェント・カルチョと2020年6月30日までの契約で監督に就任。2019-20シーズンのセリエBを制覇してクラブをセリエA昇格に導いた。2020-21シーズンも続けて指揮をとるが、18位となり1年で降格。監督を退任した。
2021年6月9日、セリエBのブレシア・カルチョと2023年6月30日までの契約で監督に就任し、リーグ戦31試合を消化し、14勝12分け5敗で5位とまずまずの成績を収めたが、2022年3月に入ってから失速傾向だったことと、マッシモ・チェッリーノ会長との確執が囁かれ、同年3月23日に解任された。
2022年7月12日、セリエBのレッジーナ1914の監督に就任した。レッジーナではシーズンを通じて率い、チームも昇格プレーオフ圏内の7位で終え、昇格プレーオフに進出するも、FCズュートティロール（6位）の前にあと一歩及ばなかった。その後、レッジーナは財務問題を理由にセリエBからセリエD（4部）へ強制降格。インザーギも2023年8月31日に退任した。
2023年10月10日、解任されたパウロ・ソウザの後任としてセリエAのUSサレルニターナ1919の監督に就任。
2024年2月11日、弟のシモーネ・インザーギが率いるインテル・ミラノ戦を翌週に控える中、16試合を指揮して2勝4分10敗と負け越し、この年のセリエAではリーグ最多の47失点で最下位に位置していたこともあり解任された。
2024年7月3日、セリエBのピサSC監督に就任。2025年5月4日、2試合を残してリーグ2位以上が確定したことで、クラブを34年ぶりのセリエA昇格に導いた。しかし、セリエAで引き続き指揮を執ることなく6月13日に双方合意の下に契約を解除してピサ監督を退任した。
2025年6月17日、セリエBのパレルモFC監督に就任した。

## 特徴・評価
インザーギの通算300ゴール達成時点での内訳は、カテゴリーではセリエAで145、セリエBで28、セリエCで13。イタリア代表で25、アンダー21代表で3。コッパ・イタリアで15、欧州カップで66、（伊、欧）スーパーカップで3、クラブワールドカップで2。内容は右足123、左足79、頭63、PK17、「脚」14、FK3、肩1。膝や太腿など「脚のどこか」で泥臭く14点も取っているのが特徴的である。
プレーの特徴としては、DFラインのオフサイドトラップを破り、絶妙なタイミングでゴール前に飛び出して、ゴールキーパーとの1対1を冷静に決めるという得点パターンを持つ。インザーギは自身のスタイルについて、一瞬の動きでゴールを奪うストライカーという点でパオロ・ロッシに似ていると分析しており、マーカーの視野から消える動きをすること、パサーとの呼吸を合わせることが重要だと述べている。また、こぼれ球に反応して泥臭く押し込むゴールも多く、こうした特長を持つFWを指す"Alla Inzaghi"（インザーギ流、インザーギ風）という言葉もある。
ファビオ・カンナヴァーロは自身が作成した優秀なフォワードベスト3にインザーギを挙げ、理由については「抜群に鼻（得点感覚）が利くからさ。ACミランというビッグクラブで長年にわたって得点を量産することは並大抵のことではない…。脱帽だよ」と語っている。オリバー・カーンは「これまで対戦してきた中で最も嫌だったFWは誰か?」との質問に「最強のFWだと思ったのはロナウドで間違いないが、最も嫌だったとなるとインザーギだな…。知っての通り、やつはスーパーFWってわけじゃない。だが、大事な試合のたびに、やつは俺からゴールを奪ってきた。いつもだ！あいつは何てイラつくやつなんだ！」と答えている。
マンチェスター・ユナイテッドFC元監督のアレックス・ファーガソンは、オフサイドラインを上手く突破するインザーギについて「オフサイドポジションで生まれた男」とコメントしている。またヨハン・クライフは「彼はサッカーをまったくしていない。ただ常に的を射た場所にいるだけだ」、ゲルト・ミュラーは「彼がしている事の全てはゴールを決めることだ」とのコメントを残している。

## 個人成績
| クラブ            | シーズン       | リーグ戦       | リーグ戦 | リーグ戦 | カップ戦 | カップ戦 | 国際大会 | 国際大会 | その他 | その他 | 通算 | 通算 |
| クラブ            | シーズン       | ディビジョン   | 出場     | 得点     | 出場     | 得点     | 出場     | 得点     | 出場   | 得点   | 出場 | 得点 |
| ----------------- | -------------- | -------------- | -------- | -------- | -------- | -------- | -------- | -------- | ------ | ------ | ---- | ---- |
| ピアチェンツァ    | 1991-92        | セリエB        | 2        | 0        | 1        | 0        | —        | —        | —      | —      | 3    | 0    |
| レッフェ (loan)   | 1992-93        | セリエC1       | 21       | 13       | 0        | 0        | —        | —        | —      | —      | 21   | 13   |
| ヴェローナ (loan) | 1993-94        | セリエB        | 36       | 13       | 1        | 1        | —        | —        | —      | —      | 37   | 14   |
| ピアチェンツァ    | 1994-95        | セリエB        | 37       | 15       | 4        | 2        | —        | —        | —      | —      | 41   | 17   |
| パルマ            | 1995-96        | セリエA        | 15       | 2        | 1        | 0        | 6        | 2        | —      | —      | 22   | 4    |
| アタランタ        | 1996-97        | セリエA        | 33       | 24       | 1        | 1        | —        | —        | —      | —      | 34   | 25   |
| ユヴェントス      | 1997-98        | セリエA        | 31       | 18       | 4        | 1        | 10       | 6        | 1      | 2      | 46   | 27   |
| ユヴェントス      | 1998-99        | セリエA        | 28       | 13       | 1        | 0        | 10       | 6        | 3      | 1      | 42   | 20   |
| ユヴェントス      | 1999-00        | セリエA        | 33       | 15       | 2        | 1        | 8        | 10       | —      | —      | 43   | 26   |
| ユヴェントス      | 2000-01        | セリエA        | 28       | 11       | 0        | 0        | 6        | 5        | —      | —      | 34   | 16   |
| ユヴェントス      | 通算           | 通算           | 120      | 57       | 7        | 2        | 34       | 27       | 4      | 3      | 165  | 89   |
| ミラン            | 2001-02        | セリエA        | 20       | 10       | 1        | 2        | 7        | 4        | —      | —      | 28   | 16   |
| ミラン            | 2002-03        | セリエA        | 30       | 17       | 3        | 1        | 16       | 12       | —      | —      | 49   | 30   |
| ミラン            | 2003-04        | セリエA        | 14       | 3        | 3        | 2        | 8        | 2        | 3      | 0      | 28   | 7    |
| ミラン            | 2004-05        | セリエA        | 11       | 0        | 2        | 0        | 2        | 1        | —      | —      | 15   | 1    |
| ミラン            | 2005-06        | セリエA        | 23       | 12       | 2        | 1        | 6        | 4        | —      | —      | 31   | 17   |
| ミラン            | 2006-07        | セリエA        | 20       | 2        | 5        | 3        | 12       | 6        | —      | —      | 37   | 11   |
| ミラン            | 2007-08        | セリエA        | 21       | 11       | 0        | 0        | 5        | 4        | 3      | 3      | 29   | 18   |
| ミラン            | 2008-09        | セリエA        | 26       | 13       | 0        | 0        | 6        | 3        | —      | —      | 32   | 16   |
| ミラン            | 2009-10        | セリエA        | 24       | 2        | 2        | 1        | 7        | 2        | —      | —      | 33   | 5    |
| ミラン            | 2010-11        | セリエA        | 6        | 2        | 0        | 0        | 3        | 2        | —      | —      | 9    | 4    |
| ミラン            | 2011-12        | セリエA        | 7        | 1        | 2        | 0        | 0        | 0        | —      | —      | 9    | 1    |
| ミラン            | 通算           | 通算           | 202      | 73       | 20       | 10       | 74       | 41       | 4      | 2      | 300  | 126  |
| キャリア総通算    | キャリア総通算 | キャリア総通算 | 466      | 197      | 35       | 16       | 112      | 69       | 10     | 6      | 623  | 288  |

1. ↑  UEFAカップウィナーズカップ
2. 1 2 3 4 5 6 7 8 9 10 11  UEFAチャンピオンズリーグ
3. ↑  スーペルコッパ・イタリアーナ
4. ↑  UEFAカップ2試合出場1得点、スーペルコッパ・イタリアーナ1試合に出場
5. ↑  UEFAインタートトカップ4試合7得点、UEFAカップ4試合出場3得点
6. 1 2  UEFAカップ
7. ↑  スーペルコッパ・イタリアーナ、UEFAスーパーカップ、インターコンチネンタルカップに1試合ずつ出場
8. ↑  FIFAクラブワールドカップ2試合出場2得点、UEFAスーパーカップ1試合出場1得点

## 代表歴

### 出場大会
- イタリア代表
  - 1998 FIFAワールドカップ
  - 2002 FIFAワールドカップ
  - 2006 FIFAワールドカップ

### 試合数
- 国際Aマッチ 56試合 24得点（1997年-2007年）[33]

| イタリア代表 | 国際Aマッチ | 国際Aマッチ |
| 年           | 出場        | 得点        |
| ------------ | ----------- | ----------- |
| 1997         | 3           | 0           |
| 1998         | 5           | 2           |
| 1999         | 8           | 3           |
| 2000         | 11          | 5           |
| 2001         | 8           | 4           |
| 2002         | 8           | 0           |
| 2003         | 4           | 6           |
| 2004         | 0           | 0           |
| 2005         | 0           | 0           |
| 2006         | 5           | 2           |
| 2007         | 4           | 2           |
| 通算         | 56          | 24          |

### 得点
| #   | 開催年月日     | 開催地                                                       | 対戦国                 | スコア | 結果 | 試合概要                                |
| --- | -------------- | ------------------------------------------------------------ | ---------------------- | ------ | ---- | --------------------------------------- |
| 1.  | 1998年10月18日 | サレルノ、スタディオ・アレキ                                 | スペイン               | 1–0    | 2–2  | 親善試合                                |
| 2.  | 1998年10月18日 | サレルノ、スタディオ・アレキ                                 | スペイン               | 2–1    | 2–2  | 親善試合                                |
| 3.  | 1998年12月16日 | ローマ、スタディオ・オリンピコ                               | 世界選抜               | 1–0    | 6–2  | 親善試合                                |
| 4.  | 1999年3月27日  | コペンハーゲン、パルケン・スタディオン                       | デンマーク             | 0–1    | 1–2  | UEFA EURO 2000予選                      |
| 5.  | 1999年3月31日  | アンコーナ、スタディオ・デル・コネーロ                       | ベラルーシ             | 1–1    | 1–1  | UEFA EURO 2000予選                      |
| 6.  | 1999年6月5日   | ボローニャ、スタディオ・レナート・ダッラーラ                 | ウェールズ             | 2–0    | 4–0  | UEFA EURO 2000予選                      |
| 7.  | 2000年6月11日  | アーネム、ヘルレドーム                                       | トルコ                 | 1–2    | 1–2  | UEFA EURO 2000                          |
| 8.  | 2000年6月24日  | ブリュッセル、ボードゥアン国王競技場                         | ルーマニア             | 2–0    | 2–0  | UEFA EURO 2000                          |
| 9.  | 2000年9月3日   | ブダペスト、ネープシュタディオン                             | ハンガリー             | 0–1    | 2–2  | 2002 FIFAワールドカップ・ヨーロッパ予選 |
| 10. | 2000年9月3日   | ブダペスト、ネープシュタディオン                             | ハンガリー             | 1–2    | 2–2  | 2002 FIFAワールドカップ・ヨーロッパ予選 |
| 11. | 2000年10月7日  | ミラノ、サン・シーロ                                         | ルーマニア             | 1–0    | 3–0  | 2002 FIFAワールドカップ・ヨーロッパ予選 |
| 12. | 2001年3月24日  | ブカレスト、スタディオヌル・ステアウア                       | ルーマニア             | 0–1    | 0–2  | 2002 FIFAワールドカップ・ヨーロッパ予選 |
| 13. | 2001年3月24日  | ブカレスト、スタディオヌル・ステアウア                       | ルーマニア             | 0–2    | 0–2  | 2002 FIFAワールドカップ・ヨーロッパ予選 |
| 14. | 2001年3月28日  | トリエステ、スタディオ・ネレオ・ロッコ                       | ハンガリー             | 1–0    | 4–0  | 2002 FIFAワールドカップ・ヨーロッパ予選 |
| 15. | 2001年3月28日  | トリエステ、スタディオ・ネレオ・ロッコ                       | ハンガリー             | 3–0    | 4–0  | 2002 FIFAワールドカップ・ヨーロッパ予選 |
| 16. | 2003年9月6日   | ミラノ、サン・シーロ                                         | ウェールズ             | 1–0    | 4–0  | UEFA EURO 2004予選                      |
| 17. | 2003年9月6日   | ミラノ、サン・シーロ                                         | ウェールズ             | 2–0    | 4–0  | UEFA EURO 2004予選                      |
| 18. | 2003年9月6日   | ミラノ、サン・シーロ                                         | ウェールズ             | 3–0    |      | UEFA EURO 2004予選                      |
| 19. | 2003年9月6日   | ベオグラード、スタディオン・ツルヴェナ・ズヴェズダ           | セルビア・モンテネグロ | 0–1    | 1–1  | UEFA EURO 2004予選                      |
| 20. | 2003年10月11日 | レッジョ・ディ・カラブリア、スタディオ・オレステ・グラニッロ | アゼルバイジャン       | 2–0    | 4–0  | UEFA EURO 2004予選                      |
| 21. | 2003年10月11日 | レッジョ・ディ・カラブリア、スタディオ・オレステ・グラニッロ | アゼルバイジャン       | 4–0    | 4–0  | UEFA EURO 2004予選                      |
| 22. | 2006年6月22日  | ハンブルク、フォルクスパルクシュタディオン                   | チェコ                 | 0–2    | 0–2  | 2006 FIFAワールドカップ                 |
| 23. | 2006年9月2日   | ナポリ、スタディオ・サン・パオロ                             | リトアニア             | 1–1    | 1–1  | UEFA EURO 2008予選                      |
| 24. | 2007年6月2日   | トースハウン、トースヴェリュール                             | フェロー諸島           | 0–1    | 1–2  | UEFA EURO 2008予選                      |
| 25. | 2007年6月2日   | トースハウン、トースヴェリュール                             | フェロー諸島           | 0–2    | 1–2  | UEFA EURO 2008予選                      |

## 監督成績
2024年2月11日現在
| クラブ         | 就任           | 退任          | 記録 | 記録 | 記録 | 記録 | 記録   |
| クラブ         | 就任           | 退任          | 試   | 勝   | 分   | 敗   | 勝率   |
| -------------- | -------------- | ------------- | ---- | ---- | ---- | ---- | ------ |
| ミラン         | 2014年6月9日   | 2015年6月4日  | 40   | 14   | 13   | 13   | 035.00 |
| ヴェネツィア   | 2016年6月7日   | 2018年6月13日 | 95   | 48   | 30   | 17   | 050.53 |
| ボローニャ     | 2018年6月13日  | 2019年1月28日 | 24   | 4    | 8    | 12   | 016.67 |
| ベネヴェント   | 2019年6月22日  | 2021年5月24日 | 78   | 33   | 20   | 25   | 042.31 |
| ブレシア       | 2021年6月9日   | 2022年3月23日 | 32   | 14   | 13   | 5    | 043.75 |
| レッジーナ     | 2022年7月12日  | 2023年8月31日 | 40   | 17   | 4    | 19   | 042.50 |
| サレルニターナ | 2023年10月10日 | 2024年2月11日 | 18   | 3    | 4    | 11   | 016.67 |
| ピサ           | 2024年7月3日   | 2025年6月13日 | 40   | 24   | 7    | 9    | 060.00 |
| パレルモ       | 2025年6月17日  | 在任中        | 0    | 0    | 0    | 0    | —      |
| 通算           | 通算           | 通算          | 367  | 156  | 100  | 111  | 042.51 |

## タイトル

### クラブ

#### ユベントス
- セリエA : 1996-97, 1997-98

#### ACミラン
- セリエA : 2003-04, 2010-11
- コッパ・イタリア : 2002-03
- UEFAチャンピオンズリーグ : 2002-03, 2006-07
- FIFAクラブワールドカップ : 2007

### 代表

#### イタリア代表
- FIFAワールドカップ：1回 2006
- U21-欧州選手権：1回 1994

### 個人
- セリエA最優秀若手選手 : 1996-97
- セリエA得点王 : 1996-97

### 監督
- レガ・プロ : 2016-17
- コッパ・イタリア・レガ・プロ : 2016-17